# 顔杲卿

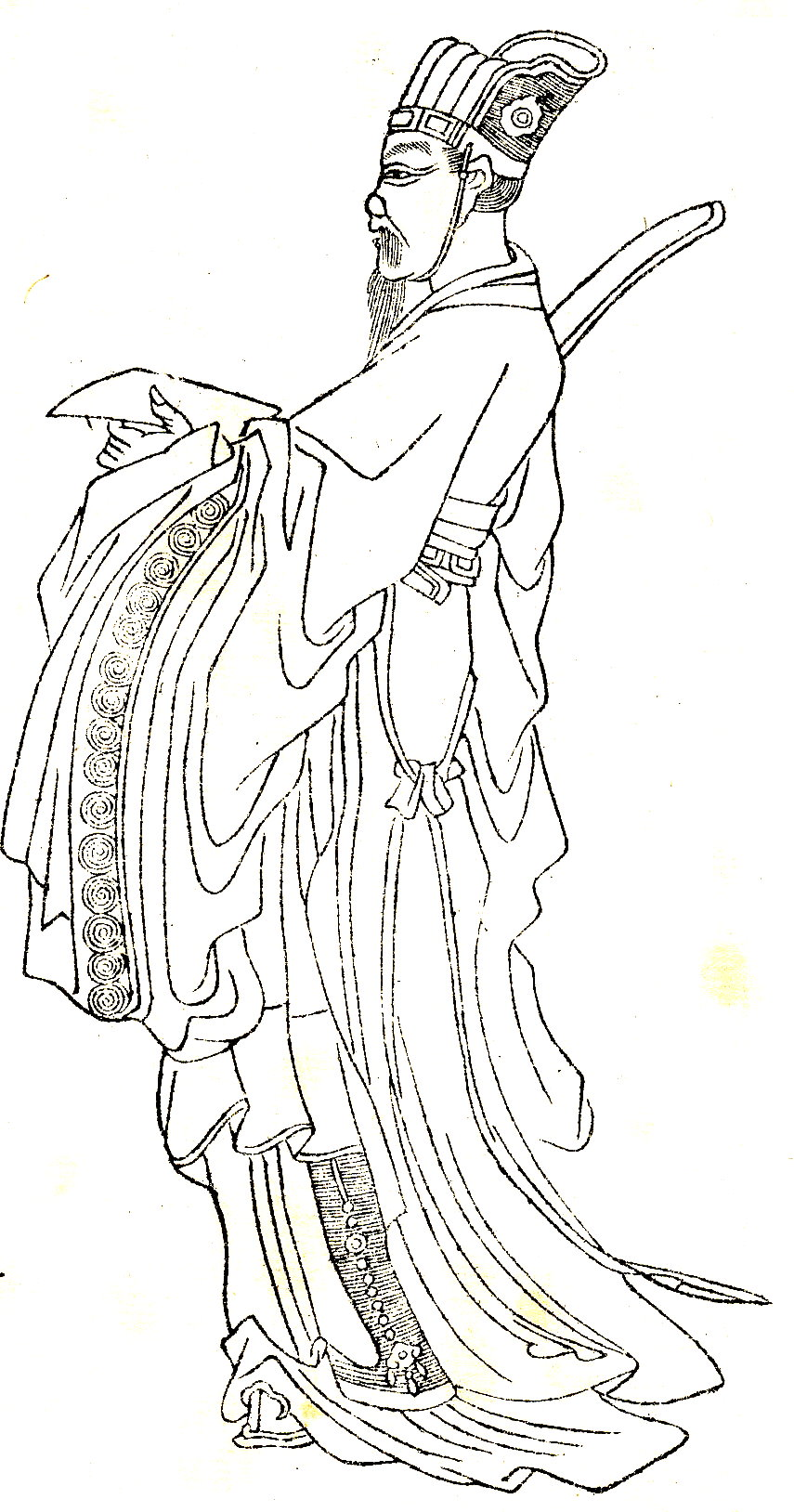
顔忠節・『晩笑堂竹荘畫傳』より

顔 杲卿（がん こうけい、天授3年（692年） - 天宝15載1月8日（756年2月12日））は、唐代の官吏・忠臣。字は昕。本貫は琅邪郡臨沂県。顔真卿とは五世の前の男系祖先を同じくする。北斉の学者の顔之推の五世孫にあたる。子に顔泉明・顔季明・顔威明らがいる。

## 経歴
父の顔元孫は則天武后の代に進士に及第。長安尉、太子舎人を歴任し、濠州刺史まで出世して没する。
顔杲卿は父の蔭官により、遂州司法参軍に任ぜられる。性質は剛直で官吏としての才幹があった。刺史が彼を難詰した時、顔色を変えることなく、屈することもなかったと伝えられる。吏部を経歴して、開元年間に范陽の戸曹参軍となって安禄山に認められ、天宝14載（755年）に営田判官となり、安禄山の管轄にある常山郡太守となった。
同年、安禄山が唐に反乱（安史の乱）を起こして洛陽に攻めあがる途上で出迎え、紫袍を与えられる。同時に、長史の袁履謙には紅袍が与えられた。顔杲卿はこのことから安禄山の反乱を知り、彼を討つことを決意する。子の顔泉明を派遣し、真定県令の賈深と内丘県丞の張通幽さらに太原尹の王承業と連絡をとった。
洛陽陥落後、顔杲卿は袁履謙に政務を任せ、処士の権渙・郭仲邕を召す。二人と計略を練り、平原郡太守をしていた族弟の顔真卿と連絡を取り、安禄山の帰路を絶つことを決める。安禄山の命令で井陘口を守る李欽湊を偽りの命令で召して、酒を飲ませた上で、袁履謙や参軍の馮虔・郡豪の翟万徳と協力して殺した。また、李欽湊の将の潘惟慎ら党類を殲滅する。続いて馮虔・翟万徳と藁城尉の崔安石を派遣し、范陽で兵の徴集にあたっていた安禄山の腹心の高邈を捕らえ、さらに帰還してきた何千年をも捕虜とした。捕虜とした何千年からもたらされた策を採用し、李光弼が井陘口から攻めてきたと虚報を流す。これを信じた張献誠は逃げ帰り、安禄山の影響下にあった河北諸郡のうち十七郡が唐側についた。さらに、平盧節度副使の賈循に安禄山への反乱をうながす。しかし、この計略は漏れ賈循は殺害される。
その結果、潼関を攻めようとした安禄山は河北に引き返さざるをえなくなった。
天宝15載（756年）、高邈・何千年の身柄と李欽湊の首を長安に送る際に、子の顔泉明や翟万徳・賈深・張通幽に運ばせる。しかし、途上の太原にいた王承業が張通幽から入れ知恵され、手柄を横取りしようと顔泉明らを太原に抑留。長安には自分の名前で献上し、さらに顔杲卿に援軍を送らなかった。
すぐに、安禄山から常山攻略を命令された配下の将の史思明・李立節・蔡希徳が常山に攻め寄せてくる。子の顔季明の命と引き替えに降伏を迫られるが、屈さなかったため、顔季明は盧逖（顔真卿の甥）とともに殺された。挙兵して8日しか経っていない顔杲卿は兵力が十分でなく、期待していた王承業からの援軍も来なかったため6日間で常山は陥落し、顔杲卿と袁履謙は捕らえられた。
顔杲卿と袁履謙は洛陽に護送され、安禄山に太守にとりたてたことへの背任をなじられる。しかし、顔杲卿は「我は世々唐臣たり。つねに忠義を守る。汝はもと営州の一牧羊の羯奴のみ。天子の恩寵を受けながら謀反するこそ何事ぞ」と痛烈に面罵した。怒った安禄山によって惨殺されるが、罵りやまなかったため、舌を切り取られたとされる（一説には凌遅刑で処刑された）。65歳であった。袁履謙も殺害され、河北の諸郡は安禄山側に奪い返された。
乾元元年（758年）の初めに太子太保を授けられ、忠節と諡された。子の顔泉明は乱後彭州の知事となり、秩序維持と社会安定の勤めに尽力した。

## 伝記資料
- 『旧唐書』巻百八十七下 列伝第百三十七下　忠義下「顔杲卿」伝
- 『新唐書』巻百九十二　 列伝第百十七　忠義中「顔杲卿」伝
- 『資治通鑑』